# クリス・ノース
クリス・ノース（Chris Noth, 1954年11月13日 - ）は、アメリカ合衆国の俳優。ウィスコンシン州マディソン出身。人気ドラマ『LAW & ORDER』での刑事マイク・ローガン役、『セックス・アンド・ザ・シティ』での主人公キャリーの恋人ミスター・ビッグ役などで有名である。

## 経歴
母親はCBSのニュースリポーターで、父親は保険会社のセールスマン。父親は彼が8歳の時に亡くなり、母親の仕事の都合でイギリス、ユーゴスラビア、スペインなどで子供時代を過ごした。
ヴァーモント州のMarlboro Collegeで学んだ後、イエール・スクール・オブ・ドラマで演劇を専攻し、1982年から映画・テレビに出演しはじめる。人気テレビシリーズ『LAW & ORDER』に5シーズンに渡って出演。スピンオフの『LAW & ORDER:クリミナル・インテント』にも同じ役で出演した。『セックス・アンド・ザ・シティ』では、ゴールデングローブ賞にノミネートされている。そのほか、映画の出演作には『オフビート』（1986年）、『赤ちゃんはトップレディがお好き』（1987年）、『キャスト・アウェイ』（2000年）、『グラスハウス』（2001年）、『Mr.3000』（2004年）、『パーフェクト・マン ウソからはじまる運命の恋』（2005年）などがある。
『グッド・ワイフ』で共演したジュリアナ・マルグリーズとは、以前『LAW & ORDER』シーズン3第16話で共演している。
2021年12月、女性2人が過去の性的暴行を告発。ノースは「合意の上の関係だった」と疑惑を否定した。その後、3人目から同様の告発があり、12月17日、A3アーティストエージェンシーから契約を打ち切られた。12月20日、メインキャストの一人として出演していたCBSのドラマ「The Equalizer」から解雇された。出演が話題になっていたPeloton広告も放送中止となった。

### 私生活
現在はマンハッタンに音楽バーザ・カッティング・ルームを共同経営しており、そこで知り合った女優のタラ・ウィルソンとの間に2008年1月、男の子オライオン・クリストファーが誕生した。2人は2012年に結婚した。2020年2月、第二子となる男の子キーツが生まれた。

## 主な出演作品

### 映画
| 公開年 | 邦題 原題                                                   | 役名                                             | 備考                        |
| ------ | ----------------------------------------------------------- | ------------------------------------------------ | --------------------------- |
| 1986   | オフビート Off Beat                                         | Ely Wareham Jr.                                  |                             |
| 1986   | アポロジー・変質殺人者の告白 Apology                        | ロイ・バーネット                                 | テレビ映画                  |
| 1987   | 赤ちゃんはトップレディがお好き Baby Boom                    | ヤッピー                                         |                             |
| 1988   | ジャカルタ Jakarta                                          | ファルコ                                         |                             |
| 1995   | 女医 Nothing Lasts Forever                                  | ケン・マロリー                                   | テレビ映画                  |
| 1996   | ラリー 無償の愛 Abducted: A Father's Love                   | ラリー・コスター                                 | テレビ映画                  |
| 1996   | 野生のエルザ2/新たなる冒険 Born Free: A New Adventure       | デヴィッド・トンプソン                           | テレビ映画                  |
| 1997   | コールド・ハート Cold Around the Heart                      | T                                                |                             |
| 1997   | 核弾頭メデューサ Medusa's Child                             | トニー・ディステファノ                           | テレビ映画                  |
| 1998   | ロー・アンド・オーダー/切り裂かれた死体 Exiled              | マイク・ローガン                                 | テレビ映画                  |
| 1999   | 有罪判決/法廷に隠された真実 The Confession                  | Campuso                                          |                             |
| 2000   | キャスト・アウェイ Cast Away                                | ジェリー・ロヴェット                             |                             |
| 2001   | 裁かれる判事 The Judge                                      | ポール・マドリアーニ                             | テレビ映画 出演・製作       |
| 2001   | グラスハウス The Glass House                                | ジャック                                         |                             |
| 2002   | ジュリアス・シーザー Julius Caesar                          | グナエウス・ポンペイウス                         | テレビ映画                  |
| 2004   | バッド・アップル Bad Apple                                  | トジー捜査官                                     | テレビ映画 出演・製作総指揮 |
| 2004   | Mr.3000 Mr 3000                                             | シェンブリ                                       |                             |
| 2005   | パーフェクト・マン ウソからはじまる運命の恋 The Perfect Man | ベン・クーパー                                   |                             |
| 2008   | セックス・アンド・ザ・シティ Sex and the City               | ミスター・ビッグ                                 |                             |
| 2009   | たった一人のあなたのために My One and Only                  | ハーラン・ウィリアムス                           |                             |
| 2009   | フレーム・オブ・マインド Frame of Mind                      | スティーヴ                                       |                             |
| 2010   | セックス・アンド・ザ・シティ2 Sex and the City 2            | ミスター・ビッグ／ジョン・ジェームズ・プレストン |                             |
| 2012   | コクリコ坂から From Up on Poppy Hill                        | 風間明雄                                         | 英語版の声の吹き替え        |
| 2013   | ラヴレース Lovelace                                         | アンソニー・ロマノ                               |                             |
| 2014   | トレヴィの泉で二度目の恋を Elsa & Fred                      | ジャック                                         |                             |
| 2016   | ホワイト・ガール White Girl                                 | ジョージ                                         |                             |

## テレビシリーズ
| 放映年    | 邦題 原題                                                        | 役名                     | 備考          |
| --------- | ---------------------------------------------------------------- | ------------------------ | ------------- |
| 1986      | ヒルストリート・ブルース Hill Street Blues                       | ロン・リプスキー         | 3エピソード   |
| 1990-1995 | LAW & ORDER Law & Order                                          | マイク・ローガン         | 111エピソード |
| 1995      | ホミサイド/殺人捜査課 Homicide: Life on the Street               | マイク・ローガン         | 1エピソード   |
| 1998-2004 | セックス・アンド・ザ・シティ Sex and the City                    | ミスター・ビッグ         | 41エピソード  |
| 2001      | 女検死医ジョーダン Crossing Jordan                               | Drew Haley               | 2エピソード   |
| 2005-2008 | LAW & ORDER:クリミナル・インテント cLaw & Order: Criminal Intent | マイク・ローガン         | 36エピソード  |
| 2009-2016 | グッド・ワイフ The Good Wife                                     | ピーター・フロリック     | 101エピソード |
| 2012      | Titanic: Blood and Steel                                         | JP・モルガン             | 5エピソード   |
| 2016      | タイラント -独裁国家- Tyrant                                     | ウィリアム・コグスウェル | 10エピソード  |
| 2017      | マンハント Manhunt: Unabomber                                    | ドン・アッカーマン       | 7エピソード   |
| 2017-2018 | Gone                                                             | フランク・ブース         | 12エピソード  |

## 参照
1. ↑  Chris Noth Biography (1957?-)
2. ↑  Masters, Kim (2021年12月16日). “Chris Noth Accused of Sexual Assault by Two Women” (英語). The Hollywood Reporter. 2021年12月18日閲覧。
3. ↑  Sanchez, Chelsey (2021年12月17日). “『SATC』ビッグ役のクリス・ノースに性的暴行疑惑、女性2人が告発”. Harper's BAZAAR. 2021年12月18日閲覧。
4. ↑  Prudente, Maria (2021年12月18日). “Third Woman Comes Forward: Chris Noth Sexually Assaulted Me” (英語). The Daily Beast 2021年12月21日閲覧。
5. ↑  Nagasaka, Yoko (2021年12月19日). “クリス・ノース、エージェンシーから解雇される 3人目の女性が性的暴行を告発”. ELLE. 2021年12月21日閲覧。
6. ↑  White, Peter (2021年12月20日). “Chris Noth Fired From ‘The Equalizer’ After Sexual Assault Allegations” (英語). Deadline. 2021年12月21日閲覧。
7. ↑  Hibberd, James (2021年12月16日). “Peloton Removes Viral Chris Noth Ad After Sexual Assault Allegations” (英語). The Hollywood Reporter. 2021年12月21日閲覧。
8. ↑  Welcome to the Cutting Room
9. ↑  Chris Noth & His Girlfriend Have a Boy
10. ↑  “「SEX AND THE CITY」のクリス・ノース、ハワイで結婚！”. シネマトゥデイ. (2012年4月12日) 2013年6月30日閲覧。
11. ↑  Harmata, Claudia. “Baby Makes Four! Chris Noth and Wife Tara Wilson Welcome Second Son Keats 'from the Heavens'” (英語). PEOPLE.com. 2021年12月18日閲覧。